# 色温
色溫是由英文“Color Temperature”直譯而來，色溫是表示光源光色的尺度，最早是由开爾文勋爵（Lord Kelvin）制定。
在物理學上，以絕對溫度K來表示，即把標準黑體加熱，溫度升高到一定程度時該黑體顏色開始，由深紅-淺紅-橙黃-白-藍色，逐漸改變，某光源與黑體的顏色相同時，我們把黑體當時的絕對溫度稱為該光源的色溫。

光源色温的定义为与此光源发出相似的光的黑体辐射体所具有的开尔文温度。色温在摄影、录像、出版等领域具有重要意义。在实际应用中，只有当光源发出的光和黑体辐射的光类似时，色温才有定义。也就是，红-橙-黄-白-浅蓝这些颜色。当讨论色温时，讨论例如绿色、紫色的色温是没有意义的。

800 K 到 12200 K 的黑体辐射光谱，这个区间大约是夜晚天空中各种星星发出的光的区间

## 不同光的分类
黑体辐射体的色温等于它表面的开尔文温度, 温度的度量使用了以19世纪英国物理学家威廉·湯姆遜，第一代開爾文男爵為名的温标。由于色温的定义不同于光源温度的定义，除了黑体辐射体以外，不能将“色温”的概念直接引用自光源的「温度」。
白炽灯非常接近于一个黑体辐射体。 
而不少其他光源，诸如荧光灯，并不按照黑体的放射曲线辐射能量，为定义其颜色温暖程度，使用相關色温（CCT）的标准，这是找到光源的感知色溫跟黑体辐射温度近似的方式。因为白炽灯并不需要这种近似，白炽灯的CCT其实相当简单，就是它那未经调整的开氏温标值，像加热的黑体辐射体那样。
根据太阳在天空移动的位置，太阳的颜色会转变成红色、橘色、黄色、白色。在一天中，太阳光颜色的改变主要是大气层的散射作用造成的，更通俗的话：是光线被改变了，跟黑体辐射无关。
由於白天的自然光源屬於較高的色溫，而到了黃昏的自然光源屬於低色溫，因此人類的大腦在高色溫照明下會比較有精神，而在低色溫照明下則會認為該睡了；照明色溫宜依照時間調整高低。
就算当太阳仅仅比水平线高一点，还是可以通过估计它的视色温（视色温会根据大气情况改变）而计算出它的有效温度。因此，就算太阳看起来是红的，并且此时视色温为2500K，通过简单的计算，就可以证实它实际上的有效温度大约是5770K。
天空的蓝色不是因为黑体辐射，而是由于大气瑞利散射会将阳光“打散”，蓝光比红光更容易被大气干扰，这个现象跟黑体的特性无关。
[请注意这个图表只是象征表现手法，上面的颜色并不是通过严格计算得出的结果。这里colorimetrically-accurate diagram （页面存档备份，存于）有一张色度准确的图表]
一些常见的例子： 
- 1700 K：火柴光
- 1850 K：蜡烛
- 2800 K：钨灯（白炽灯）的常見色溫
- 3000 K：鹵素燈及黃光日光燈的常見色溫
- 3350 K：演播室「CP」灯
- 3400 K：演播室台灯、照相泛光灯（不是闪光灯）等...
- 4100 K：月光、淺黃光日光燈
- 5000 K：日光
- 5500 K：平均日光、电子闪光（因厂商而异）
- 5770 K：有效太阳温度
- 6420 K：氙弧灯
- 6500 K：最常見的白光日光燈色溫
- 9300 K：电视屏幕(模拟)

5000K和6500K的黑体的颜色分别接近于普通D50和D65的发光物，这通常用于颜色再现的场合（摄影、出版，等等）。
灯泡的功率 （20或100瓦）似乎能够改变其色彩，但其实只会改变它的光度，而我们的眼睛对这个非常敏感，颜色看起来就不同了。
对于基于黑体的光线，蓝色比红色更“热”，红色其实是更“冷”的颜色。这跟我们传统的认知不一样，大家都把蓝色跟“冷色”联系在一起，红色跟“暖色”联系在一起。这种传统概念其实是从其他方面演化来的，比较凉的水、冰看起来是蓝色，火、加热的金属的色调是偏红。相反的是，这恰恰证明了红色是所有可见光中最“冷”的颜色——红色是随着金属温度升高放射出来的第一个颜色。观察一下普通白炽灯泡，白炽灯发出的橘色光贯穿了它们的一生，白炽灯泡灯丝熔断的一刹那，发出的光线显而易见的有些偏蓝——熔断的一刹那间，灯丝比以往热得多，灯泡玻璃上的焦痕就是个证据。
在非正式场合，「色温」也可以代表“白平衡”。请注意，色温只涉及一个变量（以熱力學溫標K做单位），而白平衡同时牵涉到两个（红色值、蓝色值）。
在摄影术领域中，另一种表现色温的数量叫做mired（迈尔德，逆标色温，用色温的倒数来标志温度的单位）。就很简单的一套公式就能在色温和mired之间换算。（关于换算的公式，以及采用mired的原因，请参照mired条目）

### 光色的應用
| 名稱     | 說明 |
| -------- | --- |
| 暖色光   | 暖色光的色溫在3300K以下，暖色光與白熾燈相近，2000K上下的色溫則類似燭光，紅光成分較多，能給人以溫暖，健康，舒適，比較想睡的感受。適用與家庭，住宅，宿舍，賓館等場所或溫度比較低的地方；睡前一段時間將光源調整為暖色光較佳，越低的色溫越可以維持退黑激素的分泌量。 |
| 中性色光 | 又叫冷白色，它的色溫在3300K到5300K之間，中性色由於光線柔和，使人有愉快，舒適，安詳的感受。適用與商店，醫院，辦公室，飯店，餐廳，候車室等場所。 |
| 冷色光   | 又叫日光色，它的色溫在5300K以上，光源接近自然光，有明亮的感覺，使人精力集中及不容易睡著。適用與辦公室，會議室，教室，繪圖室，設計室，圖書館的閱覽室，展覽櫥窗等場所。                                                                                            |

## 色温的应用

### 胶片摄影术
胶片有的时候会夸大光线的颜色。比起白光下肉眼观测到的物体颜色，照片中物体的颜色可能会变得偏蓝或者偏桔红色。为了追求自然色彩印刷而进行的摄影中，色彩平衡需要被校对。

### 桌面出版
在桌面出版行业，對於一些颜色匹配软件，知道你的显示器色温是很重要的。

### 电视，视频和数码静止照相机
在这些领域，色温被称作“白平衡”。摄像或摄影设备会自动测量色温，也给出几个常用情况下对应的色温。在较专业的相机上也可以直接设置它。

### 水族箱燈管的應用
1. 淡水草缸的應用2700k
2. 海水珊瑚魚缸的應用

### 生理時鐘調節
較高的色溫會讓人有精神，而較低的色溫則告訴人腦該睡覺了：白天時的藍天白雲色溫是5000k起跳，而黃昏的色溫不到3000k，月光色溫是4100k，過去使用的火光色溫也不到3000k，人類自然會這樣的生理反應。
在白天時採用較高色溫的光源照明，夜間照明則使用低色溫光源，這樣生理時鐘就比較不容易紊亂。

## 相關色温
相關色溫（Correlated Color Temperature，CCT）是使用特定已知的顏色刺激值（Stimulus）在相同亮度及特定條件下重新組成為最接近浦郎克輻射體之色溫即稱之。

### 動機
黑體輻射是判斷光源白色程度的一種參考。黑體可用色溫來描述其色相（Hue）變化。以類比方式來說，近似浦郎克的光源如螢光燈（fluorescent），高壓放電燈可以用相關色溫（CCT）方式來判定，使用浦郎克輻射體來做似乎是很好的方法。